# 大叶鉱山鉄道
大叶鉱山鉄道（おおがのこうざんてつどう）（仮称）は、栃木県佐野市葛生地区の大叶 - 簑輪間の石灰岩運搬用に設けられた吉澤石灰工業が所有する地下鉱山鉄道である。

## 路線データ
- 路線距離：大叶 - 簑輪間 2.8km
- 軌間：
- 駅数：2駅（起終点含む）
- 電化区間：全線（直流500V）
- 複線区間：約1.8km

## 運行形態
機関車3台のうち、2台で交互運転。一台は保守等のための予備機。

## 歴史
- 1970年（昭和45年） 大叶 - 簑輪鉱区間運搬に15t架空線式電気機関車導入。

## 駅一覧
大叶 - 簑輪